# Chang-Gu World Trade Center
Chang-Gu World Trade Center (en chino tradicional, 長谷世貿聯合國大樓), también conocido como Grand 50 Tower, es un rascacielos de 222 m (728 ft) de altura situado en Sanmin District de Kaohsiung, Taiwán. Fue completado en 1992 y fue diseñado por C.Y. Lee & Partners. Tiene 50 plantas, siendo el primer edificio de Taiwán que tuvo 50 plantas o más, nótese el nombre alternativo.
Tras su finalización en 1992, Chang-Gu World Trade Center se convirtió en el edificio más alto de Taiwán. Sin embargo, solo mantuvo este título durante 6 meses, cuando se completó Shin Kong Life Tower en Taipéi a principios de 1993. Por otro lado, fue el edificio más alto de Kaohsiung durante 5 años hasta la finalización de Tuntex Sky Tower en 1997. Es actualmente el 188.º edificio más alto del mundo.
El edificio sigue el estilo chino de las pagodas y tiene una base octagonal para estabilizar al edificio ante fuertes vientos, típicos en Taiwán, así como tifones. Durante la fase de pruebas del edificio, fue testado a presiones equivalentes a vientos de velocidad 300 mph, así como a resistencia ante terremotos, comunes en Taiwán.
La corona del edificio sigue el mismo perímetro que el resto del edificio a pesar de que se sostiene sobre una base estrecha y elaborada. La parte inferior de la corona se ilumina por la noche, mientras que el resto de ella no lo hace. La parte superior alberga el Grand 50 Club dirigido por Peninsula Group, establecido en Hong Kong.
El edificio contiene un aparcamiento con 280 plazas disponibles, localizado por debajo del edificio, ocupando 5 plantas subterráneas. El atrio tiene una altura de 21 plantas y está recubierto con granito español. En lo más alto del edificio se encuentra un helipuerto.